# 七里乡 (衢州市)
七里乡，是中国浙江省衢州市柯城区所辖的一个乡。

## 下辖行政区
下辖：
上门村、少伸村、双岭村、毛坞村、治岭村、龙坑村、五代荣村、上村、大头村、新店村、黄土岭村、均良村、七里村、七里排村和杨坞村。